# کاربید کروم
کروم کاربید (به انگلیسی: Chromium carbide) با فرمول شیمیایی Cr۳C۲ یک ترکیب شیمیایی است. که جرم مولی آن ۱۸۰٫۰۰۹ g/mol می‌باشد. شکل ظاهری این ترکیب، بلورهای دستگاه بلوری راست‌لوزی خاکستری است.